# Masaaki Yanagishita
Masaaki Yanagishita (柳下 正明, 1 de gener de 1960) és un exfutbolista del Japó.
L'agost de 1979, va ser seleccionat per la selecció nacional sub-20 del Japó per al Campionat Mundial juvenil de 1979.
Comença la seua carrera professional al Yamaha Motors el 1982. El club va guanyar els campionats Japan Soccer League el 1987/88 i Copa de l'Emperador el 1982.